# Viaje del James Caird

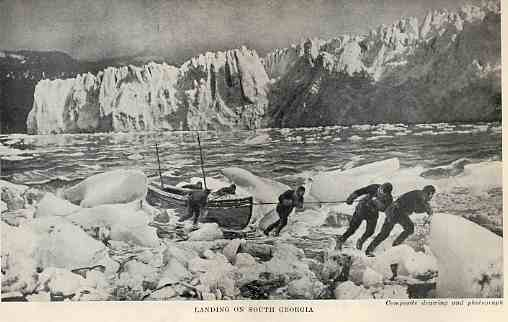
Una representación del arribo del James Caird a isla Georgia del Sur al final de su viaje el 10 de mayo de 1916.

El Viaje del James Caird fue una travesía en un bote abierto por el Atlántico sur realizada en 1916 por Ernest Shackleton y algunos compañeros, tras haber tenido que suspender la Expedición Imperial Trans-Antártica por la pérdida de su barco, el Endurance, en octubre de 1915. El buque había sido aplastado por los témpanos en el mar de Weddell, quedando tirados Shackleton y la tripulación sobre los poco fiables témpanos flotantes. Durante los meses siguientes, la deriva del hielo les fue llevando hacia el norte hasta abril de 1916, cuando la banquisa sobre la que estaban acampados se rompió. Posteriormente, con los botes rescatados del Endurance, iniciaron el viaje hacia la lejana e inaccesible Isla Elefante, en las Islas Shetland del Sur. Una vez llegados a la Isla Elefante, Shackleton comprendió que el medio más eficaz para salvar a su maltrecha tripulación sería el de navegar, en uno de los botes salvavidas, hasta las islas Georgias del Sur, a una distancia de unos 1.500 km y regresar con un barco de rescate.
De los tres botes salvavidas sacados del Endurance, el James Caird fue considerado el más resistente y con más probabilidades de superar al viaje. Había sido bautizado por Shackleton con ese nombre porque sir James Key Caird, un filántropo y fabricante de productos elaborados con yute de Dundee, había ayudado a financiar la expedición. Antes de iniciar la travesía, el carpintero del barco, Harry McNish, reforzó el bote para resistir los embates de los tormentosos mares australes. La tripulación del bote la formaban seis personas encabezadas por Shackleton, entre ellas iba el capitán del Endurance, Frank Worsley encargado de la navegación. Shackleton le describió más tarde como "uno de los mejores luchando contra los elementos". Los historiadores califican la travesía del James Caird como "uno de los más grandes viajes en barco jamás realizados".
Gracias a la precisión de Frank Worsley en la navegación, a la determinación de la tripulación de seis hombres, y en última instancia a la fiabilidad y resistencia del bote, el grupo pudo sobrevivir a muchos momentos en que estuvieron a pique de zozobrar y a otros peligros, consiguiendo alcanzar la isla Georgia del Sur después de una travesía que duró 16 días. La tripulación superó un peligro final, el desembarco en una costa expuesta a la furia del océano. Shackleton fue capaz de organizar el rescate de los tripulantes que habían quedado en la Isla Elefante, consiguiendo que todos sus hombres volviesen sanos y salvos a casa sin haber perdido ni uno solo. Tras el final de la Primera Guerra Mundial, el James Caird fue llevado a Inglaterra desde Georgia del Sur, y ahora está expuesto permanentemente en el antiguo colegio de Shackleton, el Dulwich College.

## Antecedentes

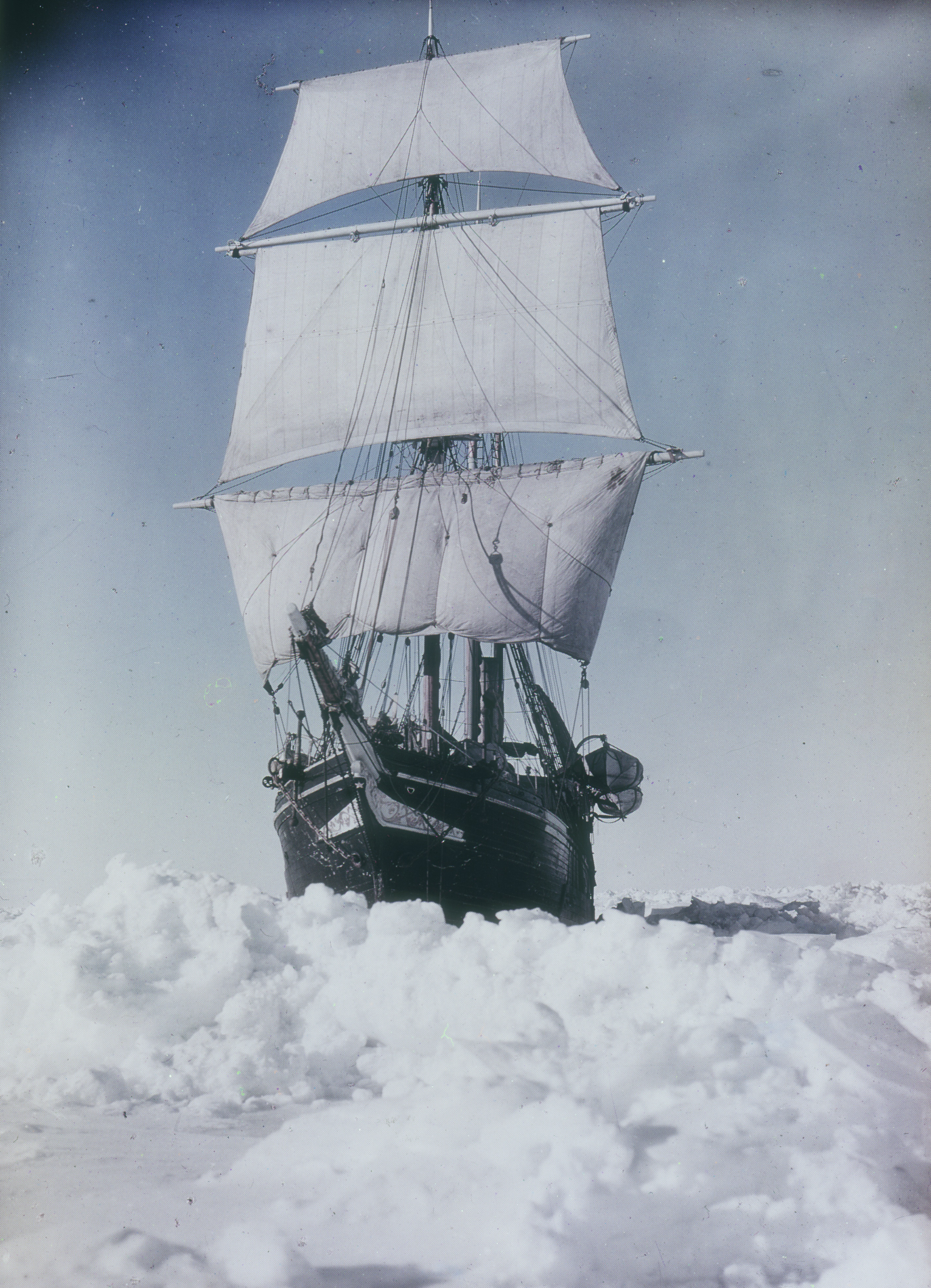
El Endurance a toda vela.

El 5 de diciembre de 1914, el barco de la expedición de Shackleton, el Endurance, abandonó Georgia del Sur para dirigirse al mar de Weddell en la primera etapa de la Expedición Imperial Trans-Antártica. Su destino era la Bahía de Vahsel, el punto más al sur explorado hasta ese momento en el mar de Weddell, a 77°49'S, donde un grupo debía desembarcar y prepararse para realizar un viaje que cruzaría la Antártida. Antes de llegar a ese lugar, el barco quedó atrapado por el hielo el 14 de febrero de 1915, no pudiendo ser liberado a pesar de los repetidos intentos que hicieron los expedicionarios. Durante los siguientes ocho meses, el barco estuvo yendo a la deriva en dirección norte hasta que el 27 de octubre terminó de ser aplastado por la presión de las placas de hielo, yéndose a pique el 21 de noviembre. Shackleton se vio obligado a abandonar sus planes de realizar una travesía trans-continental, él y los 27 miembros de la expedición montaron un campamento sobre aquel hielo flotante que iba lentamente a la deriva.
En ese momento había que decidir cuál sería la mejor forma de lograr que todo el personal de la expedición se salvara. Los planes iniciales de Shackleton consistían en marchar a través de la capa de hielo hasta la tierra más próxima y, a continuación, tratar de llegar a un punto que se supiese era visitado de vez en cuando por algún barco, pero estos planes se vieron frustrados por la naturaleza de la superficie del hielo. Más tarde fue descrita por Shackleton como "blanda, muy quebrada, con brechas en todos los ángulos abiertas en el hielo allí donde los témpanos se juntaban", lo que hacía casi imposible la marcha. Después de estar bregando con el hielo varios días intentando avanzar y en vista de los escasos resultados, abandonaron su intento y montaron lo que llamaron el “Campamento de la paciencia” sobre un gran témpano de hielo, a la espera de que la deriva les llevase más al norte hasta alcanzar aguas abiertas. Tenían con ellos tres botes salvavidas, que Shackleton había bautizado con los nombres de los principales patrocinadores de la expedición: Stancomb Wills, Dudley Docker y James Caird. Esperaron más de tres meses hasta que, el 8 de abril de 1916, los hombres se lanzaron al agua con sus botes al romperse el hielo. Navegaron durante siete peligrosos días por un mar tormentoso y rodeados de ingentes cantidades de témpanos de hielo, al final, el 15 de abril, consiguieron llegar al refugio temporal de la isla Elefante.

## En la isla Elefante

Mapa de la isla Elefante. Se observa la punta Wild en la costa norte.

La isla Elefante, en el borde oriental de las islas Shetland del Sur, estaba muy alejada de cualquiera de los lugares a los que la expedición había planeado ir, y absolutamente ninguna de las rutas de navegación en uso pasaba cerca de la isla. Era, pues, seguro que ningún buque de socorro que acudiese a la Antártida en su ayuda iría allí a buscarles, eso hacía que no tuviesen ninguna posibilidad de ser rescatados por medio de ayuda externa.
A Shackleton le quedó claro que necesitaba actuar para poder cumplir lo que le había prometido a su grupo, que todos regresarían. La isla era desoladora e inhóspita, desprovista completamente de vegetación, no obstante había agua dulce y una abundancia relativa de focas y pingüinos que les podrían proporcionar alimento y combustible para la supervivencia inmediata. Los rigores del invierno antártico se acercaban rápidamente, sobre la estrecha playa en la que estaban acampados, bautizada como Point Wild, ya se estaban abatiendo continuas ventiscas y tormentas que no tardaron en afectarles, al destruir una de las tiendas de campaña de su campamento temporal, el mal tiempo también les golpeó en otros aspectos. Las condiciones de la isla, añadidas a las tensiones y dificultades padecidas en meses anteriores, comenzaban a pasarles factura a los hombres, muchos de los cuales se estaban viniendo abajo tanto mental como físicamente.
En consecuencia, Shackleton decidió partir sin demora en busca de ayuda utilizando uno de los botes. El puerto más cercano donde podrían conseguir auxilio con certeza, era Stanley en las Islas Malvinas, a 1000 km de distancia, pero les resultaba inalcanzable debido a los vientos del oeste que soplaban por aquellas latitudes en esa época. Otra posibilidad era ir a la isla Decepción, en el extremo occidental del archipiélago de las Shetland del Sur. Aunque deshabitada, los datos del Almirantazgo británico les indicaban que había allí tiendas y alimentos almacenados para casos de naufragio y que de vez en cuando era visitada por barcos balleneros. Sin embargo, viajar allí requería navegar contra los vientos predominantes y sin tener certeza de cuándo podrían encontrar un barco para el rescate. Después de hablarlo detenidamente con el segundo en el mando de la expedición, Frank Wild y con el capitán del barco Frank Worsley, Shackleton decidió intentar llegar a las estaciones balleneras de Georgia del Sur, al noreste. Esto supondría hacer un viaje mucho más largo, de unos 1.500 km, a través del Océano Austral, y con las condiciones marcadas por la proximidad del invierno. A pesar de todos esos inconvenientes era la opción que les daba la posibilidad de encontrar ayuda de forma más rápida. Shackleton escribió más tarde, "un bote podría hacer el viaje y estar de vuelta con un barco de rescate en el plazo de un mes, a condición de que el mar estuviese libre de hielos y que el bote pudiese salir airoso en mares tan tempestuosos".

## Preparativos

Mapa indicando (en azul) la ruta del James Caird.

Para llegar a Georgia del Sur, el bote del grupo de Shackleton tendría que navegar por uno de los mares más procelosos del mundo barrido continuamente por tormentas y temibles vendavales. Debían esperar vientos de fuerza huracanada y también las famosas olas rodillo que vienen del Cabo de Hornos y que alcanzan los 18 metros de altura. Worsley escribió: "Sabíamos que sería la cosa más dura a la que jamás nos habíamos enfrentado, estábamos a punto de atravesar uno de los peores mares del mundo y con el invierno antártico en puertas".
De los tres botes de que disponían, Shackleton, seleccionó el mayor y más resistente, el James Caird. Este bote de 6,9 metros de eslora, había sido construido como un bote ballenero en Londres, bajo las órdenes de Worsley, y diseñado siguiendo la técnica de la “doble proa” original del constructor naval noruego Colin Archer. Shackleton pidió al carpintero de la expedición, Harry McNish, que intentase mejorar las condiciones de navegabilidad del bote. McNish, con herramientas y materiales improvisados, se puso de inmediato a trabajar en la adaptación de la embarcación, recogió toda la madera que había en el campamento, de cajas de madera y de patines usados en el viaje sobre el hielo, con ella hizo más altas las bordas y construyó una cubierta improvisada de madera y lona, para calafatear y sellar las juntas utilizó las mechas de las lámparas, sangre de foca y las pinturas al óleo del pintor de la expedición. Reforzó el bote colocando el mástil del Dudley Docker en su interior a lo largo de la quilla. Luego le colocó un mástil principal a proa y uno más pequeño a popa, con argollas para izar y arriar la vela y un foque. El peso de la embarcación se incrementó colocándole una tonelada de lastre, para disminuir el riesgo de naufragar en alta mar, algo que Shackleton sabía que era muy posible.
Shackleton había decidido que el viaje lo realizarían solo seis personas, por eso cargaron a bordo las provisiones que necesitarían seis hombres durante un mes, como más tarde escribió, "si no llegábamos a Georgia del Sur en ese plazo significaría que nos habíamos hundido". Además de los paquetes de raciones que habían llevado para hacer la travesía de la Antártida, incluyeron galletas, Bovril, azúcar y leche en polvo. También cargaron dos barriles con 82 litros de agua (uno de los cuales resultó dañado durante la carga y luego le entró agua de mar), dos hornillos portátiles, aceite, velas, sacos de dormir y "unos calcetines de repuesto".
Según cuenta el propio Shackleton, al primero que eligió para el viaje fue a Worsley y después al eficaz Tom Crean, quien "le suplicó ir". Shackleton conocía a Crean de la Expedición Discovery, 1901-1904; Crean también había estado con el Capitán Scott en la Expedición Terra Nova en 1910-1913, y asimismo se distinguió en la malhadada marcha de Scott al Polo Sur. Shackleton pidió voluntarios para los puestos restantes, y "muchos dieron un paso al frente". De estos se eligieron dos marineros fuertes, John Vincent y Timothy McCarthy, y el último puesto se lo ofreció al carpintero, McNish. "Tenía más de cincuenta años de edad", escribió Shackleton de McNish (de hecho tenía 41), "pero poseía un magnífico conocimiento de los barcos de vela y era muy ágil". La elección de Vincent y McNish, de los que se ha dicho que eran personas problemáticas, ha sido atribuida por algunos autores al deseo de Shackleton de tener bajo su control a dos posibles alborotadores, aunque la realidad es que cada uno de ellos demostró su valía en el reciente viaje hasta la isla. Shackleton tenía una gran fe en las habilidades de Worsley para la navegación, especialmente su capacidad para trabajar en situaciones difíciles. En cuanto a Crean, Shackleton confiaba en que sería un hombre capaz de perseverar hasta el final.

## El viaje en bote
El James Caird fue lanzado al agua desde la isla Elefante el 24 de abril de 1916. Con un viento moderado del suroeste pudieron salir de la playa fácilmente, con lo que perdieron de vista la isla muy pronto. Antes de salir, Shackleton había dado instrucciones a Frank Wild, que se quedó en la isla con el resto del grupo, "tendría completamente el mando desde el momento en que el bote abandonase la isla"; y en el supuesto de que el viaje en bote fracasara, Wild debía intentar llevar al grupo a la Isla Decepción la siguiente primavera y aguardar allí a recibir ayuda.

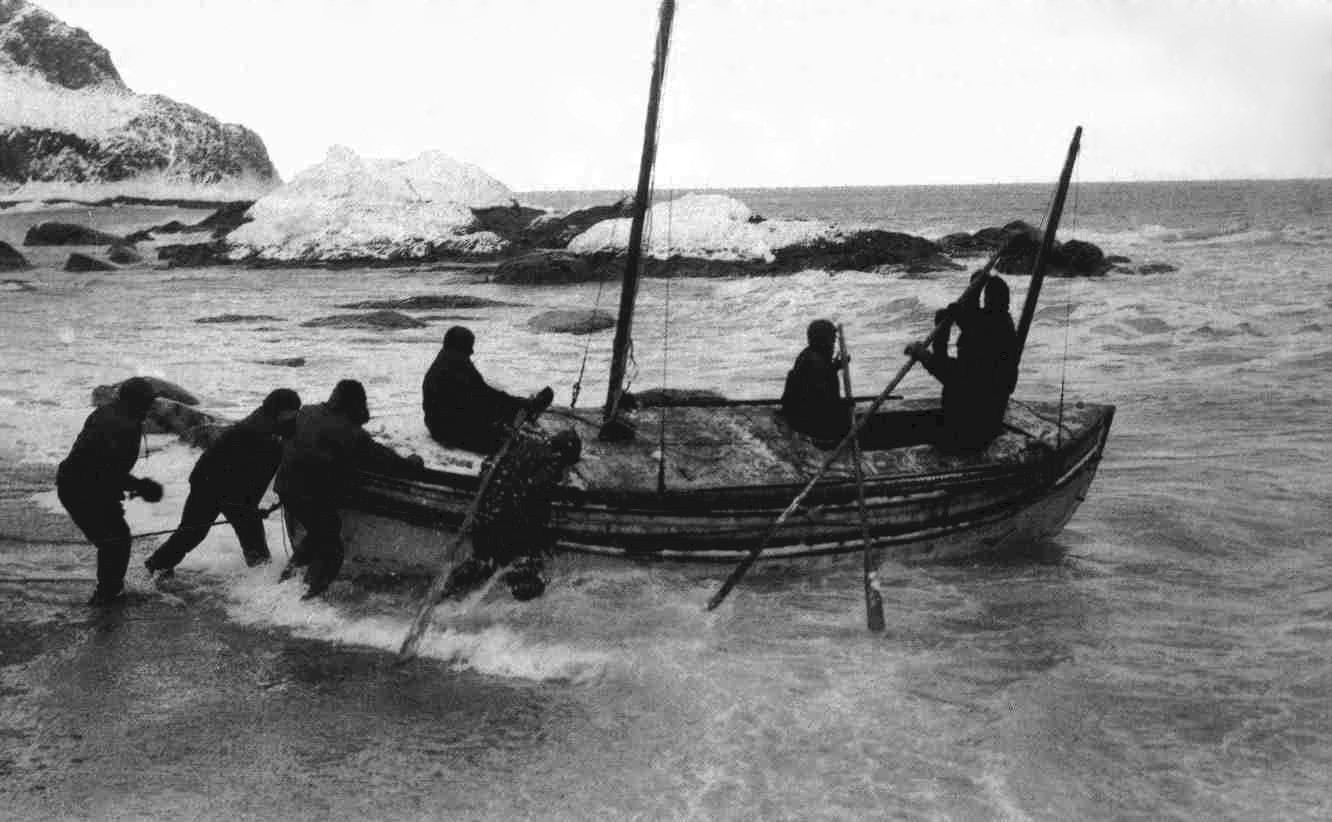
Botadura del James Caird desde la playa de la Isla Elefante, 24 de abril de 1916.

Tan pronto como salieron de la isla, Shackleton ordenó Worsley que pusiera rumbo al norte en lugar de ir directamente a Georgia del Sur, para así evitar la clara amenaza de los campos de hielo que estaban comenzando a formarse. A la media noche ya habían dejado el hielo atrás, pero el oleaje iba en aumento. Al amanecer del día siguiente, estaban a 80 km de la Isla Elefante navegando con mar gruesa y vientos de fuerza 9. En el bote se fijó la rutina de trabajo, se hicieron dos turnos de tres personas, con un hombre a proa, otro en las velas, y el tercero achicando agua. El trío que no estaba de servicio descansaba en el pequeño espacio de la proa cubierto por la lona. El cambio de turno presentaba muchas dificultades, Shackleton escribió, "tenía su lado cómico si no fuera por los dolores y molestias que ocasionaba". Su ropa, diseñada para ir en trineo por la Antártida pero no para navegar en un bote en mar abierto, no era impermeable, lo que hacía que el continuo contacto con el agua helada les hiciese el viaje muy penoso.

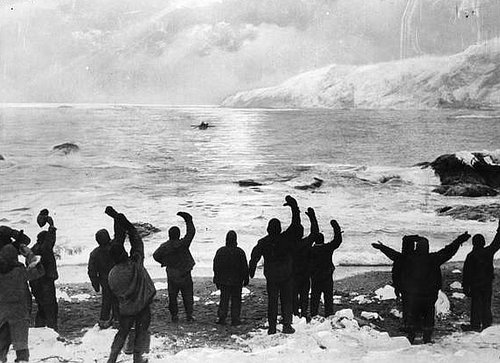
Ernest Shackleton deja la isla Elefante en el James Caird con otros cinco miembros de la expedición. Los veinte hombres que quedan en la isla les despiden desde la playa, 24 de abril de 1916.

Todo dependía de Worsley y su habilidad para la navegación, basada en observaciones astronómicas realizadas en un bote que no paraba de cabecear y balancearse y durante los breves momentos en que el sol hacía su aparición. La primera observación la realizó al cabo de dos días, determinando que se encontraban a 237 km al norte de la isla Elefante. Cambiaron el rumbo enfilando directamente hacia Georgia del Sur. Habían superado el peligro de los témpanos flotantes, pero ahora estaban navegando por las peligrosas aguas del Pasaje de Drake, donde grandes olas recorren esas latitudes dando la vuelta al globo al no interponérseles ninguna barrera de tierra y adquirían gran altura a su paso por esa zona estrecha entre América del Sur y la Antártida. El balanceo constante del bote hacía casi imposible poder cocinar con los hornillos portátiles, pero Crean, el cocinero del grupo, de alguna manera consigue dar de comer a los hombres.
La siguiente observación, hecha el 29 de abril, les indicó que habían recorrido 440 km. Posteriormente, la navegación se convirtió, en palabras de Worsley, en "un festival de conjeturas", ya que tras empeorar el tiempo no había forma de utilizar los instrumentos de navegación. Con la mar gruesa, el agua no dejaba de entrar en el James Caird, siempre en peligro de hundirse, se mantenía a flote gracias a las labores de achique que no paraban de realizar. La temperatura cayó bruscamente, y se presentó un nuevo peligro, la acumulación de hielo en el bote amenazaba con hacerles zozobrar. Por turnos tuvieron que ponerse a quitar el hielo, con un hacha, de la cubierta y los aparejos. Durante 48 horas estuvieron detenidos, utilizando para ello un ancla flotante, esperando que hubiese suficiente viento como para poder izar las velas y continuar la travesía. A pesar de sus problemas, cuando Worsley pudo hacer su tercera observación, el 4 de mayo, descubrieron que se hallaban tan solo a 462 km del punto más cercano de Georgia del Sur.
El 5 de mayo, volvió el mal tiempo, el estado del mar era el peor que habían padecido hasta ese momento. Shackleton más tarde escribió: "Sentíamos que nuestro bote era violentamente zarandeado de un lado a otro como si fuera un corcho". La tripulación, achicando agua frenéticamente, lograba mantener el bote a flote. A pesar de todo seguían avanzando, con una estimación de la posición realizada por Worsley al día siguiente, 6 de mayo, calculó que debían encontrarse a unos 210 km al oeste de Georgia del Sur, un dato que pudieron confirmar con una observación realizada un día después. Sin embargo, las duras experiencias de las dos últimas semanas se estaban haciendo notar en los hombres. Shackleton comprobó que Vincent se había derrumbado y dejado de ser un miembro activo de la tripulación. McCarthy estaba "débil, pero feliz". McNish se iba debilitando, pero no dejaba de mostar un "espíritu indomable".

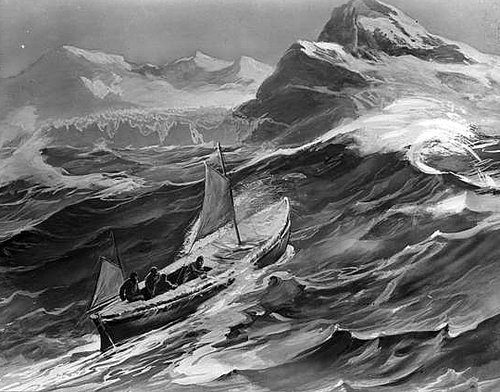
Representación de la aproximación del James Caird a Georgia del Sur (del libro de Shackleton sobre la expedición, South.)

El 7 de mayo, Worsley avisó a Shackleton que no podía estar seguro de la posición, había un margen de error de unos 20 km. Para evitar la posibilidad de ser arrastrados más allá de la isla por los fuertes vientos del suroeste, Shackleton ordenó un ligero cambio de rumbo de manera que el James Caird alcanzase tierra en la deshabitada costa sudoccidental. A continuación, intentarían llegar a las estaciones balleneras del lado opuesto de la isla. "Las cosas no nos iban muy bien aquellos días", escribió Shackleton. "Los buenos eran los momentos cuando cada uno recibía una taza de leche caliente durante las largas y heladas guardias nocturnas". Ese día por la tarde vieron algas flotando al lado del bote, y a la mañana siguiente se presentaron las aves, incluidos los cormoranes que se sabía que no se aventuraban lejos de tierra. Poco después del mediodía del 8 de mayo avistaron tierra.
A medida que se acercaban a los altos acantilados de la costa, la mar gruesa hizo imposible el desembarco inmediato. Durante más de 24 horas estuvieron alejados de la costa, el viento cambió de dirección al noroeste, convirtiéndose rápidamente en "uno de los peores huracanes que ninguno de nosotros había experimentado". Durante gran parte de ese tiempo corrieron el peligro de ser lanzados contra las rocas de la costa de Georgia del Sur o de serlo contra las igualmente amenazantes costas de la Isla Annenkov que está a 5 millas de la costa de Georgia del Sur. El 10 de mayo, cuando la intensidad de la tormenta disminuyó ligeramente, Shackleton, viendo la penosa situación de los miembros más débiles de su tripulación, que no aguantarían un día más en esas condiciones, decidió arriesgarse a desembarcar fuesen cuales fuesen los peligros. Se dirigieron a una pequeña cala cerca de la entrada de la bahía del Rey Haakon, y finalmente, después de varios intentos, lograron desembarcar.

## Georgia del Sur

Georgia del Sur. La bahía del Rey Haakon, donde el James Caird tomó tierra, es el golfo alargado en el extremo occidental del lado sur de la isla.

Después de dedicar unos días a recuperarse, Shackleton decidió que el bote no era capaz de hacer los 250 km que suponía el viaje cerca de la traicionera costa, para llegar a las estaciones balleneras de la costa norte. Además, dos de los hombres, McNish y Vincent, no estaban en condiciones para viajar. Se optó por trasladar el bote a una nueva ubicación dentro de la bahía del Rey Haakon, desde donde Shackleton, Worsley y Crean iniciarían el viaje a pie para cruzar la isla hasta la estación ballenera habitada en Stromness.
El 15 de mayo, navegaron con el James Caird unos 50 km hasta el fondo de la bahía, desembarcaron en una playa que sería su refugio y a la que bautizaron como "Peggotty Camp" (por la casa flotante de Peggoty en la novela de Charles Dickens David Copperfield). Muy temprano, el 18 de mayo, los tres iniciaron el que sería el primer cruce por tierra confirmado de la isla Georgia del Sur. El viaje estaba lejos de ser fácil, ya que carecían de mapa y tuvieron que improvisar una ruta a través de una cadena montañosa con glaciares. Sin equipo apropiado, viajaron sin descanso durante 36 horas, hasta llegar a su destino en Stromness. Al llegar parecían, en palabras de Worsley, "tres horribles espantapájaros", con el rostro demacrado, ennegrecidos por el humo de la grasa, con las marcas dejadas por su exposición al viento helado y con congelaciones. Más tarde esa noche del 19 de mayo, un barco de motor fue enviado a la bahía del Rey Haakon para recoger a los tres hombres, McCarthy, McNish y Vincent, y al James Caird. Worsley escribió que todos los marinos noruegos en Stromness quisieron tener el honor de portar a hombros el bote desde el muelle hasta un almacén en que lo guardaron, todo un gesto lleno de afecto.
Debido a la llegada del invierno austral y a las condiciones del hielo, Shackleton tardó más de tres meses en poder rescatar a sus hombres de la isla Elefante, pero al final, con la ayuda del remolcador chileno a vapor Yelcho, todo el grupo pudo ser salvado.

## Epílogo

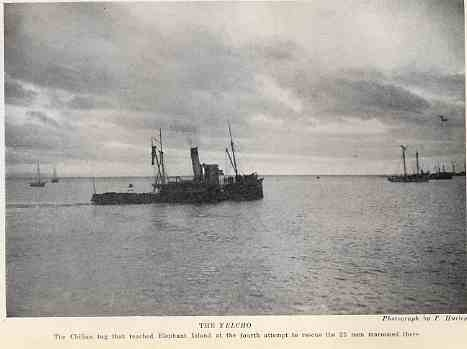
El barco chileno Yelcho, rescató a los miembros de la Expedición Endurance de la isla Elefante en 1916.

El James Caird fue devuelto a Inglaterra en 1919. Dos años más tarde Shackleton volvió a la Antártida, dirigiendo la Expedición Shackleton–Rowett. El 5 de enero de 1922 murió de repente, de un ataque al corazón, mientras el buque de la expedición, el Quest, estaba amarrado en Georgia del Sur.
Más tarde ese año, James Quiller Rowett, que había financiado la última expedición y era condiscípulo de Shackleton del colegio Dulwich en el sur de Londres, decidió exponer el James Caird en el colegio. Permaneció allí hasta 1944, cuando el edificio en el que estaba fue gravemente dañado por las bombas. Después de la guerra, el bote se entregó al Museo Marítimo Nacional, y se procedió a su restauración. A continuación se expuso en el museo hasta 1985, cuando fue devuelto al colegio Dulwich donde ocupa un nuevo lugar en el Claustro del Norte, sobre un lecho de piedras traídas de Georgia del Sur y Aberystwyth. Este lugar se ha convertido en el hogar permanente del James Caird, aunque a veces se presta para grandes exposiciones, ha sido expuesto en Londres, Portsmouth, Falmouth, Nueva York y Alemania. La James Caird Society se fundó en 1994, para "preservar el honor y la memoria de las notables hazañas realizadas en los descubrimientos en la Antártida, y elogiar la excelente capacidad de liderazgo de Sir Ernest Shackleton".